# Grigori Dobryguin
Grigoriy Eduárdovich Dobrygin es un actor y productor ruso, más conocido por haber interpretado a Dima Mayko en la película Black Lightning.

## Biografía
Nació en Rybachi, Viliuchinsk, óblast de Kamchatka, RSFSR, Unión Soviética (ahora Kray Kamchatka, Rusia).
Estudió en Zelenograd, en el óblast de Moscú, y se graduó de la Academia de Coreografía de Moscú en el Teatro Bolshói. En 2010 se graduó en la Academia Rusa de Artes Escénicas.
Greigory sale con Musia Totibadze.

## Carrera
En 2009 obtuvo el papel principal de la película Black Lightning, donde interpretó a Dmitri "Dima" Mayko.
En 2014 apareció en la película A Most Wanted Man, donde interpretó a Issa Karpov. En 2016 aparecerá en la película Matilda, donde dará vida al gran duque de Rusia Andrei Vladimirovich.

## Filmografía[1]

### Películas
| Año  | Título                  | Personaje            | Notas |
| ---- | ----------------------- | -------------------- | --- |
| 2016 | Matilda                 | Andrei Vladimirovich | junto a Danila Kozlovsky, Ingeborga Dapkunaite, Lars Eidinger y Evgeniy Mironov                             |
| 2015 | Grain                   | Andrei               | junto a Jean-Marc Barr, Ermin Bravo, Lubna Azabal, Cristina Flutur y Mila Böhning                           |
| 2015 | Our Kind of Traitor     | Prince               | junto a Ewan McGregor, Naomie Harris, Stellan Skarsgård, Damian Lewis, Alicia von Rittberg y Jeremy Northam |
| 2015 | Territoriya             | Baklakov             | junto a Piotr Fiódorov, Konstantín Lavronenko, Yevgueni Tsyganov, Egor Beroev y Vladislav Abashin           |
| 2014 | Black Sea               | Morozov              | junto a Jude Law, Scoot McNairy, Jodie Whittaker, Ben Mendelsohn, Karl Davies y Konstantín Jabenski         |
| 2014 | El hombre más buscado   | Issa Karpov          | junto a Robin Wright, Philip Seymour Hoffman, Rachel McAdams, Daniel Brühl y Willem Dafoe                   |
| 2012 | Atomic Ivan             | Vanya                | junto a Yevguenia Dmítrieva, Marina Golub, Yulia Snigir, Alekséi Gorbunov y Alekséi Kolubkov                |
| 2011 | 4 Tage im Mai           | Fedjunin             | junto a Alekséi Guskov, Iván Shvedov, Andréi Merzlikin, Serguéi Legostaev y Angelina Häntsch                |
| 2011 | Bloodrop 3D             | -                    | corto - junto a Ina Maria Jaich                                                                             |
| 2010 | How I Ended This Summer | Pavel                | junto a Serguéi Puskepalis, Ígor Chernevich, Artiom Tsukanov y Iliá Sobolev                                 |
| 2009 | Black Lightning         | Dmitriy Mayko        | junto a Yekaterina Vilkova, Víktor Verzhbitski, Valeri Zolotujin y Serguéi Garmash                          |
| 2009 | Akhtamar                | Novio                | corto - junto a Armen Dzhigarjanián y Ravshana Kurkova                                                      |

### Director, guionista y productor
| Año  | Título                   | Notas                        |
| ---- | ------------------------ | ---------------------------- |
| 2014 | Verpaskungen             | corto - director y guionista |
| 2014 | Die geliebten Schwestern | productor                    |

## Premios y nominaciones
| Año  | Categoría   | Premio                              | Película                | Resultado |
| ---- | ----------- | ----------------------------------- | ----------------------- | --------- |
| 2010 | Mejor Actor | Oso de Plata del Festival de Berlín | How I Ended This Summer | Ganador   |